# JavE
JavE ['dʒɛɪ̯v] (für engl. Java Ascii Versatile Editor) ist ein grafischer Texteditor für ASCII-Art.
Die Hauptbesonderheit von JavE ist die Mischung aus Text- und Grafikeditor. So können mithilfe der Maus zum Beispiel Linien oder komplexere Formen gezeichnet werden, wobei das Ergebnis in Form von ASCII-Zeichen in einer Textdatei erscheint.
Da das Programm in Java geschrieben ist, läuft es unter anderem auf Mac OS X, Linux, UNIX und Windows.
Neben einer großen Zahl an Werkzeugen zur Bearbeitung von statischem Text, unter anderem auch das Hantieren mit FIGlet-Fonts, bietet der Editor auch die Möglichkeit, ASCII-Animationen zu erstellen und wiederzugeben.

## Geschichte
Die erste Version von JavE entstand im November 2000. Damals handelte es sich noch nicht um eine eigenständige Anwendung, sondern um ein Java-Applet, das direkt in kompatiblen Browsern lief. Durch die Zusammenarbeit über die Newsgroup alt.ascii-art wurde die Software über zwei Jahre hinweg um Techniken aus dem Fundus von ASCII-Art-Künstlern erweitert und schließlich zu einer eigenständigen Desktop-Anwendung ausgebaut. Seit Juni 2002 ist es in der stabilen Version 5.0 verfügbar.
Nach 2002 kam die Weiterentwicklung vorübergehend zum Erliegen. Seit 2005 wird an einer neuen Version 6.0 gearbeitet.

## Lizenz
Bis einschließlich Version 5 wurde die Software als Freeware veröffentlicht. Mit Version 6.0 soll das Programm erstmals unter der Common Public License als freie Software publiziert werden.